# Itòria
Itòria (en grec antic Ἰθωρία, en llatí Ithoria) era una ciutat d'Etòlia, prop del riu Aqueloos, i a poca distància al sud de Conope. Estava situada a l'entrada d'un pas molt ben fortificat, tant per la natura com per l'obra dels etolis.
Filip V de Macedònia la va conquerir l'any 219 aC i la va arrasar totalment, segons diu Polibi.